# Oxalis linearis
Oxalis linearis är en harsyreväxtart som beskrevs av Nikolaus Joseph von Jacquin. Oxalis linearis ingår i släktet oxalisar, och familjen harsyreväxter. Inga underarter finns listade i Catalogue of Life.